# Lenggries
Lenggries este o comună aflată în districtul Bad Tölz-Wolfratshausen, landul Bavaria, Germania.